# Říšské arciúřady a dědičné úřady

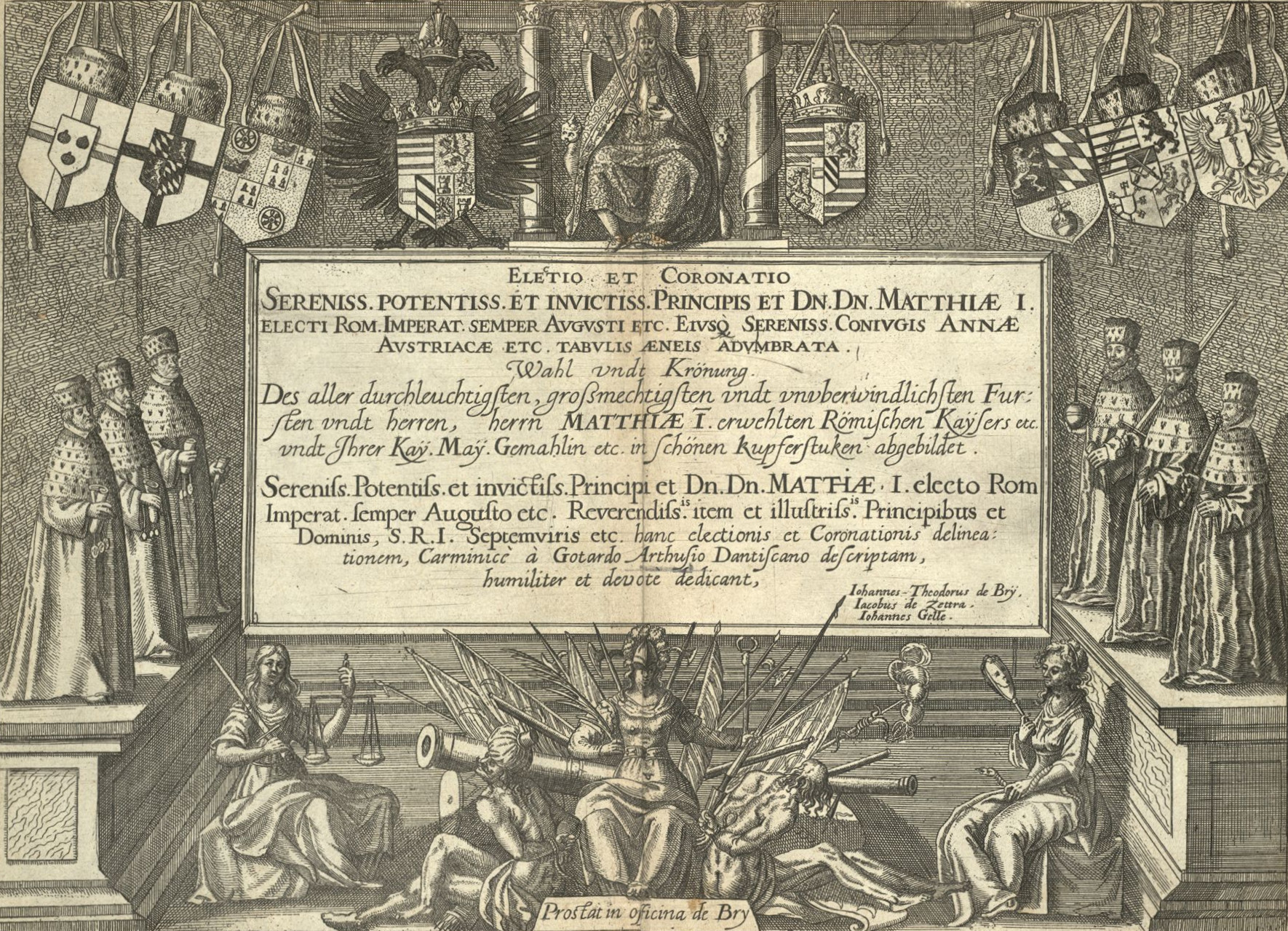
Mědirytina s ideálním zobrazením korunovace císaře Matyáše v r. 1612. Vpravo světští kurfiřti a arciúředníci s korunovačními insigniemi v rukou

Říšské arciúřady a dědičné úřady Latinsky archioficia a oficia hereditaria, německy Erzämter a Erbämter, byly vysoce prestižními ceremoniálními funkcemi ve Svaté říši římské, které souvisely s reprezentací na císařské korunovaci a byly drženy kurfiřty (arciúřady) či povětšinou jejich zástupci a faktickými vykonavateli (dědičné úřady).

## Arciúřady
Existence arciúřadů se poprvé připomíná při korunovaci Oty I. r. 936. Tehdy byly čtyři a drželi je panovníci čtyř rodových (kmenových) vévodství. Když se začal utvářet systém knížat-volitelů, tedy kurfiřtů, získaly pevnou podobu také arciúřady, napříště pevně svázané s úřadem kurfiřta. Pevně dány byly říšským zákonem Karla IV., tzv. Zlatou Bulou z r. 1356. Ačkoli byl arciúřad obvykle jen prestižní funkcí, byla jeho prestiž tak vysoká, že v titulatuře kurfiřtů dokonce předcházel kurfiřtské hodností (např. arcimáršálek a kurfiřt Svaté říše římské, vévoda saský, markrabě míšeňský etc.). Původní úlohou kurfiřtů bylo posluhovat nově zvolenému a korunovanému císaři během slavnostní jízdy a korunovační hostiny, od dob reformace však alespoň světští kurfiřti vykonávali arciúřad zřídka a nechávali se zastupovat držiteli k tomu vzniklých, dědičných úřadů.
K ceremoniálním právům arciúředníků během císařské volby a korunovace patřila nejen posluha císaři u stolu korunovační hostiny, ale také právo sedět s císařem během hostiny u jednoho stolu, právo nést během korunovačního průvodu říšské insignie: korunu (střídali se jednotliví arcikancléři), korunovační pohár (arcičíšník), říšské jablko (arcitruchsas), korunovační meč (arcimaršálek) a žezlo (arcikomoří). Arciúředníci měli však také ceremoniální závazky: arcipokladník musel během korunovačních slavností rozhazovat mezi prostý lid peníze, arcičíšník rozlévat víno a arcitruchsas rozdělovat jídlo. Erby kurfiřtů i znaky jejich států mívaly v některém poli nebo ve středovém štítku zobrazen symbol jejich arciúřadu.

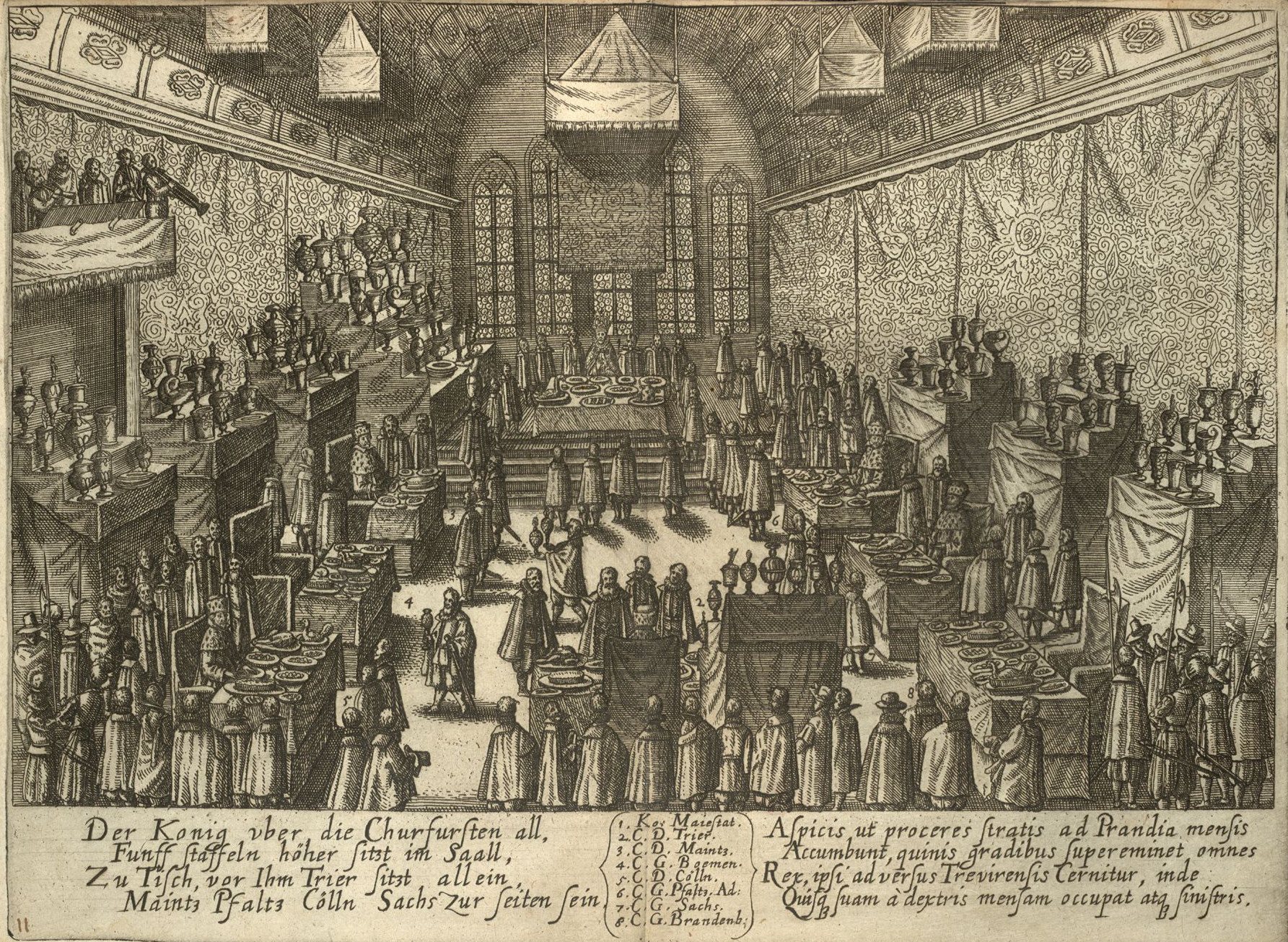
Korunovační hostina císaře Matyáše r. 1612. U protější stěny stůl vyhrazený pouze pro císaře a přítomné kurfiřty. Mědiryt

Mezi ostatními arciúřady se poněkud vymykaly úřady kancléřské, držené duchovními kurfiřty. V 10., 11. a částečně i 12. století byly držitelé těchto arciúřadů skutečnými vykonavateli kancelářské administrativy ve své části říše a jejich funkce rozhodně nebyla jen ceremoniální nebo čestná. Později došlo vlivem nárůstu počtu písemností a postupné byrokratizaci kanceláří k vzniku nového vedoucího kancelářského personálu (kancléři, vicekancléři, protonotáři apod.), ovšem duchovní kurfiřti, ačkoli již sami v kanceláři nepracovali, si nad ní uchovali plnou kontrolu. Jisté omezení jejich vlivu ovšem znamenalo vytvoření soukromé císařské, tzv. dvorské kanceláře, která však byla jen císařským osobním, nikoli říšským úřadem, čemuž odpovídaly i její pravomoci. Další omezení pak představovalo vyčlenění Burgundska z říše (1384) a zpřetrhání většiny vazeb mezi italskou částí říše a jejím zbytkem (15. století). Zdejší arcikancléřské úřady se tak staly jen čestnými hodnostmi, o to více však stoupl vliv arcikancléře německého, který se udržel prakticky nezměněn až do r. 1806.

### Seznam arciúřadů dle Zlaté Buly Karla IV. a pozdějších úprav

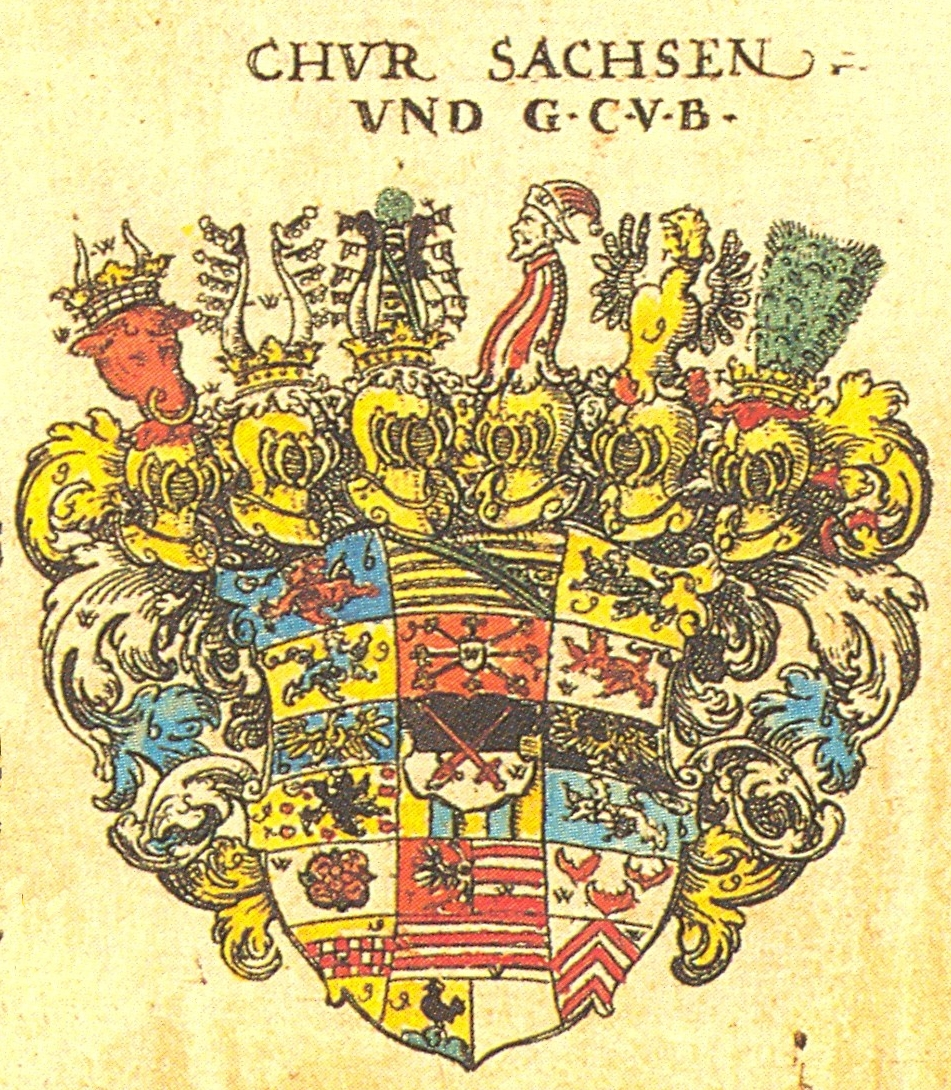
Znak Saského kurfiřtství se symboly hodnosti říšského maršálka, Siebmacherův erbovník, 1605

- arcikancléř království Německého (něm. Erz-Kanzler für Germanien, lat. Archicancellarius per Germaniam) – arcibiskup mohučský
- arcikancléř království Italského (Erz-Kanzler für Italien, Archicancellarius per Italiam) - arcibiskup kolínský
- arcikancléř království Burgundského (Erz-Kanzler für Burgund Archicancellarius per Galliam) – arcibiskup trevírský (v l. 1042-1157 arcibiskup z Besançonu, v l. 1157-1356 arcibiskup z Vienne)
- arcičíšník (Erz-Mundschenk, Archipincerna) – král český
- arcitruchsas (arcistolník, někdy též arcikráječ) (Erz-Truchses, Archidapifer) falckrabě rýnský (od roku 1623 vévoda bavorský)
- arcimaršálek (Erz-Marschal, Archimarescallus) – vévoda saský
- arcikomoří (Erz-Kämmerer, Archicamerarius) – markrabě braniborský

V roce 1623 byl arciúřad truchsasa spolu s hodností kurfiřta přenesen na vévodu bavorského, protože tehdejší kurfiřt Fridrich Falcký padl do říšského achtu. Vestfálský mír však pro rýnského falckraběte vytvořil osmou kurfiřtskou hodnost a arciúřad:
- arcipokladník (Erz-Schatzmeister, Archithesaurarius) – falckrabě rýnský

V roce 1692 byla vytvořena devátá kurfiřtská hodnost a s ní i arciúřad:
- arcipraporečník (Erz-Bannerträger, Archivexillarius) – kurfiřt hannoverský

K dalším, ovšem jen přechodným změnám, došlo za války o dědictví španělské. Kurfiřt bavorský upadl tehdy do říšského achtu a jeho kurfiřtský hlas byl zrušen. V letech 1706-1714 se tak změny dotkly těchto kurfiřtů
- falckrabě rýnský – arcitruchsas (znovu)
- kurfiřt hannoverský – arcipokladník (od falckraběte rýnského, hodnost arcipraporečníka zrušena)

Rastattský mír z roku 1714 vrátil všechny říšské poměry ke stavu z r. 1700 před vypuknutím války, což se dotklo i kurfiřtů a arciúřadů.
Válka o bavorské dědictví vedla ke spojení falckého a bavorského rodu Wittelsbachů, ten od r. 1777 držel již jen jeden kurfiřtský hlas a jeden arciúřad. Počet kurfiřtů znovu klesl na osm a v letech 1777-1806 tak v oblasti arciúřadů došlo k následujícím změnám:
- arcitruchsas – kurfiřt bavorsko-falcký
- arcipokladník – kurfiřt hannoverský (hodnost arcipraporečníka v r. 1777 již natrvalo zanikla)

V roce 1803, při vytvoření čtyř nových kurfiřtství, bylo plánováno obnovení úřadu arcipraporečníka a vytvoření nových arciúřadů, k ničemu z toho ale pro nedostatek času a brzký zánik císařství již nedošlo.
Zlatá Bula z r. 1356 jmenuje ještě arciúřady lovčího a arcikancléře císařovny, z nichž ani jeden nebyl spojen s hodností kurfiřta. Arcilovčím byl markrabě míšeňský. Úřad fakticky zanikl, když došlo v roce 1423 ke spojení Míšeňského markrabství s hodností kurfiřta saského. Nějakou dobu ještě úřad přežíval ve formě uděleného dědičného úřadu. Arcikancléřem císařovny byl kníže-opat (od r. 1752 kníže-biskup) kláštera (od r. 1752 biskupství) v hesenské Fuldě. Titul arcivévody, o nějž usiloval rod Habsburků již za vlády Karla IV., a který získal díky zfalšovanému Privilegiu maius, měl být původně ekvivalentem k hodnosti kurfiřta a dalším z arciúřadů. Nakonec se však stal panovnickým titulem.

arcitruchsas hodnostní štítek
arcimaršálek hodnostní štítek
arcikomoří hodnostní štítek
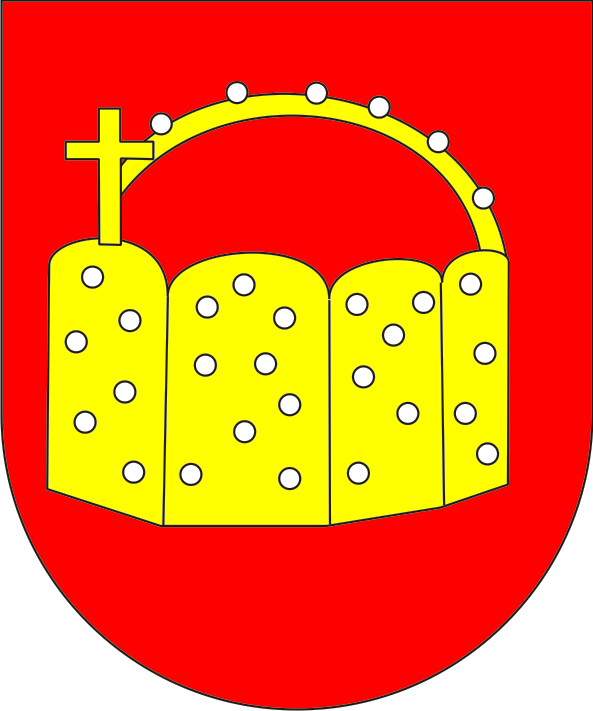
arcipokladník hodnostní štítek

## Dědičné říšské úřady propůjčené od kurfiřtů
Zhruba od 16. století přestávali kurfiřti vykonávat ceremoniální služební funkce na císařských korunovacích a také se stále méně na tyto korunovace i na císařské volby dostavovali. Jako jejich zástupci při volbě i ceremoniálním výkonu jim sloužili tzv. dědiční úředníci, příslušníci rodů říšských hrabat a knížat, kteří tyto funkce fakticky vykonávali za ně. Dědiční úředníci však vždy zastupovali pouze světské kurfiřty, nikoli ty duchovní. Navíc, i když začali na korunovacích nahrazovat kurfiřty až od 16. století, jsou jejich úřady poprvé jmenovány již ve Zlaté Bule z roku 1356 a již od té doby se tito úředníci na korunovacích vyskytují, tehdy však ještě pouze jako pomocníci přítomnosti kurfiřtů. S jejich úřadem byla spojena řada ceremoniálních privilegií. Na rozdíl od kurfiřtů sice nemohli během korunovační hostiny sedět s císařem u jednoho stolu (ceremoniál v takovém případě dokonce předepisoval prostírání a servírování pro nepřítomné stolovníky), směli však v korunovačním průvodu nést příslušné panovnické insignie místo příslušných kurfiřtů-arciúředníků a rovněž byli od 18. století oprávněni pokládat si na svůj erb knížecí klobouk či koruny, i když třeba knížecí hodnosti nedosáhli (u nás hrabata Althannové). Stejně jako kurfiřti však museli podle svého úřadu rozdávat o korunovaci lidu jídlo, víno a peníze, pokud se konkrétní kurfiřt na korunovaci nedostavil. Častým jevem bylo, že kurfiřti, když vybírali své zástupce pro říšský sněm, zvolili právě "svého" dědičného úředníka, aby za ně hlasoval. Dědičný maršálek, hrabě z Pappenheimu si vydobyl dokonce vlastní trvalé místo na říšském sněmu se specifickým postavením, i když nikdy nepatřil mezi říšské stavy a hlasovat na sněmu mohl jen za zvláštních podmínek. Až do zániku Říše a někdy i poté, se v erbech dědičných úředníků objevovaly znaky jejich úřadu jako kalich nebo maršálská hůl.

erb hrabat z Pappenheimu se znakem dědičného maršálka

### Seznam dědičných úřadů, propůjčených od kurfiřtů
V závorce uveden kurfiřt, který arciúřad ve formě dědičného úřadu propůjčoval
- dědičný číšník (král český) – hrabata Schenkové z Limpurgu, od roku 1714 hrabata z Althannu
- dědičný truchsas (tj. stolník, kráječ) (falckrabě rýnský) – hrabata Truchsasové z Waldburgu (střídaly se jednotlivé větve Waldburgů)
- dědičný maršálek (vévoda saský) – hrabata z Pappenheimu
- dědičný komoří (markrabě braniborský) – hrabata z Falkensteinu, od r. 1418 hrabata z Hohenzollernu (od r. 1576 hrabata Hohenzollern-Sigmaringen, od r. 1623 knížaty)
- dědičný pokladník (falckrabě rýnský, kurfiřt hannoverský) – hrabě, od r. 1803 kníže, Sinzendorf, od r. 1648)
- dědičný praporečník (kurfiřt hannoverský) – hrabě, od r. 1495 vévoda württemberský – tento dědičný úřad původně vůbec nebyl s kurfiřtskou hodností a s propůjčením od kurfiřta. Zmiňuje ho již Zlatá Bula Karla IV. S kurfiřtským arciúřadem byl spojen teprve od r. 1692, kdy arciúřad říšského praporečníka vznikl.

## Dědičné říšské úřady nepropůjčené od kurfiřtů
Tyto úřady nebyly propůjčeny od kurfiřtů, ale existovaly nezávisle na nich. Věhlas těchto úřadů byl proto menší. Nevznikly také obvykle s vydáním Zlaté Buly Karla IV., ale průběžně během trvání říše. V případě, že úřad přešel spolu s územím na císaře (nositel meče, mistr nad šatníkem), zanikal, neboť císař těžko mohl ceremoniálně posluhovat sám sobě a úřad již znovu neudělil. Úřad dědičného lovčího zanikl s vytvořením nového úřadu stájníka pro jeho nositele. Heraldicky bývaly tyto úřady v erbech znázorňovány jen zřídka. Z obvykle čestné povahy těchto dědičných úřadů se vymykal praktický a velmi výnosný úřad poštmistrovský. Poštovní monopol, tzv. regál, se sice nepodařilo prosadit v celé říši, neboť mezi těmi, kdo si drželi na svém území vlastní poštu byl paradoxně i sám císař, jenž úřad udělil, ovšem přesto jeho držitelé, hrabata a knížata z rodu Thurn-Taxisů zajišťovali poštovní služby na většině říšských území, z čehož jim, přes vlastnictví mnohých říšských bezprostředních, alodiálních i lenních statků, plynul zdaleka největší díl jejich příjmů.
- dědičný říšský poštmistr – svobodný pán, od roku 1624 hrabě, od roku 1681,[4] resp. 1695[5] kníže Thurn-Taxis (úřad držel od r. 1615)
- dědičný říšský dveřník – hrabě Werthern (od konce 11. století)
- dědičný říšský lovčí (markrabě míšeňský) – hrabě z Württemberska-Urachu, od r. 1482 hrabě ze Schwarzburgu (do r. 1708)
- dědičný říšský stájník – hrabě, od r. 1710 kníže ze Schwarzburgu (od roku 1708)
- dědičný říšský rybníkář – hrabě oldenburský (od r. 1670 král dánský a od roku 1763 kníže lübecký)
- dědičný říšský rybář – hrabě Stolberg-Wernigerode
- dědičný říšský kuchmistr – pán z Nordenbergu (od r. 1202)
- dědičný říšský mistr nad šatníkem – vévoda z Geldern (rody Wassenberg, Egmond, Mark ad.), od roku 1543 vévoda burgundský a král španělský (rod Habsburský, zanikl roku 1700)
- dědičný říšský nositel meče a pochodně – vévoda lotrinský
- dědičný říšský hofmistr – vévoda bavorský

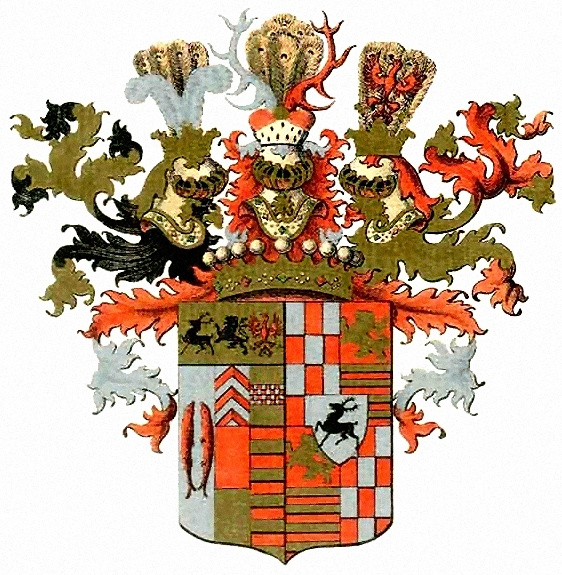
erb hraběte Stolberg-Wernigerode v podobě po roce 1742, hodnost dědičného rybáře je vyjádřena polem s dvojicí ryb

## Srovnání s jinými zeměmi
Ve státech středověké a raně-novověké Evropy, vně i v rámci Svaté říše, byly feudální úřady pravidlem a obvykle se dělily na zemské (stavovské) a dvorské (panovnické). Většina jich bývala údělných, některé však byly dědičné. Úřady Svaté říše římské byly prestižnější než jakékoli ostatní, kvůli svému "mezinárodnímu" rozměru a také kvůli císařskému titulu říšského panovníka. Svatá říše římská neměla žádné dvorské úřady v pravém slova smyslu. Částečně je suplovaly rakouské zemské úřady (jako úřady císařova dědičného státu) a také údělné, nikoli dědičné, úřady říšských dvorských institucí (vicekancléř říšské dvorské kanceláře, president říšského komorního soudu ve Wetzlaru, president říšské dvorské rady). Ačkoli nejen prakticky každý nezávislý feudální stát za hranicemi říše, ale i většina větších říšských světských i duchovních knížectví mělo své zemské i dvorské úřady a úředníky, jen minimum států a celků uvnitř Říše měla některé úřady dědičné (jednotlivé rakouské dědičné země, jednotlivé země Koruny české, Pruské království). Označení arciúřad navíc zůstalo v rámci celé Evropy rezervováno výhradně říšským institucím.